# Petri Sarvamaa
Petri Sarvamaa (né le 15 septembre 1960 à Joensuu) est un homme politique finlandais, membre du Parti de la coalition nationale (Kok).

## Biographie
Il est devenu député européen, le 1er mars 2012, en remplacement de Ville Itälä.
Au cours de la 7e législature au parlement européen, il siège au sein du Groupe du Parti populaire européen. Il est membre de la Commission du contrôle budgétaire, de la Commission du transport et du tourisme et de la Délégation à la commission de coopération parlementaire UE-Russie.
Candidat lors des élections européennes de 2014, il n'est pas élu. Il retrouve néanmoins son siège à la suite de la nomination d'Alexander Stubb, qui démissionne avant de siéger, comme Premier Ministre le 24 juin 2014.